# 1917년 우드로 윌슨 대통령 취임식
우드로 윌슨의 두 번째 미국 대통령 취임식은 1917년 3월 4일 일요일 워싱턴 D.C.의 미국 국회의사당 내 대통령실에서 비공개로, 1917년 3월 5일 월요일 국회의사당 동쪽 주랑에서 공개적으로 열렸다. 이는 제33번째 미국 대통령 취임식이었으며, 우드로 윌슨의 대통령으로서의 두 번째이자 마지막 4년 임기와 토머스 R. 마셜의 부통령으로서의 두 번째이자 마지막 4년 임기가 시작되었음을 알렸다. 대법원장 에드워드 D. 화이트가 윌슨에게 대통령 취임 선서를 집행했다.
취임식을 위해 워싱턴에 모인 남성 군중은 백악관에서 여성에게 투표권을 요구하며 시위하던 여성들을 폭행했다. 폭력 사태와 여성 참정권 운동에 대한 언론 보도가 취임식 자체의 보도를 압도했다.

## 같이 보기
- 우드로 윌슨 행정부
- 1913년 우드로 윌슨 대통령 취임식
- 1916년 미국 대통령 선거